# Salvatore Bettiol
Salvatore Bettiol (* 28. November 1961 in Volpago del Montello) ist ein ehemaliger italienischer Langstreckenläufer, der sich auf die Marathondistanz spezialisiert hatte.
1986 und 1987 gewann er die ersten beiden Austragungen des Venedig-Marathons. Bei seinem zweiten Sieg wurde er gleichzeitig italienischer Meister. Weitere nationale Meistertitel errang er 1986 und 1988 im Halbmarathon sowie 1991 im Marathon.
Beim IAAF-Weltcup-Marathon 1987 in Seoul wurde Bettiol Dritter. In den beiden folgenden Jahren belegte er beim New-York-City-Marathon die Plätze zwei und vier. Beim London-Marathon erreichte er 1990 den zweiten Platz und bei den Leichtathletik-Europameisterschaften im selben Jahr wurde er Vierter. Den Marathonlauf der Olympischen Spiele 1992 in Barcelona beendete er auf den fünften Rang.
1993 und 1994 wurde er beim London-Marathon jeweils Vierter und stellte bei letzterer Teilnahme seine persönliche Bestleistung von 2:09:40 h auf. Beim Rotterdam-Marathon erreichte er 1995 den sechsten Platz und bei den Olympischen Spielen 1996 in Atlanta Platz 20. Danach blieb Bettiol noch weitere acht Jahre aktiv. Gegen Ende seiner Laufbahn wurde er beim Boston-Marathon noch zweimal Dritter in der Mastersklasse (2003 und 2004).
Salvatore Bettiol ist 1,78 m groß und hatte ein Wettkampfgewicht von 57 kg. Er trainiert die Marathonläuferin Bruna Genovese.